# Titularbistum Birtha
Birtha (ital.: Birta) ist ein Titularbistum der römisch-katholischen Kirche.
Es geht zurück auf einen untergegangenen Bischofssitz in der gleichnamigen antiken Stadt (heute Birecik) in der römischen Provinz Mesopotamia bzw. in der Spätantike Osrhoene in der Türkei.  Der Bischofssitz war der Kirchenprovinz Edessa zugeordnet.
| Titularbischöfe von Birtha |                                  |                                                                                                   |                    |                   |
| Nr.                        | Name                             | Amt                                                                                               | von                | bis               |
| 1                          | James Robert Talbot              | Apostolischer Koadjutorvikar, Apostolischer Vikar von London District (Königreich Großbritannien) | 10. März 1759      | 26. Januar 1790   |
| 2                          | James Caulfield                  | Koadjutorbischof von Ferns (Königreich Irland)                                                    | 26. Februar 1782   | 19. Oktober 1786  |
| 3                          | Franz Ignaz von Streber          | Weihbischof in München und Freising (Königreich Bayern)                                           | 24. September 1821 | 26. April 1841    |
| 4                          | Pierre Adolphe Pinsoneault       | emeritierter Bischof von Sandwich (Kanada)                                                        | 26. November 1868  | 30. Januar 1883   |
| 5                          | Pasquale Maria Jaderosa          | Koadjutorbischof von Sant’Agata de’ Goti (Italien)                                                | 24. März 1884      |                   |
| 6                          | Manuel María Vidal y Boullon     | Apostolischer Administrator von Ciudad Rodrigo (Spanien)                                          | 25. Februar 1915   | 27. Oktober 1923  |
| 7                          | Joseph Anthony Murphy SJ         | Apostolischer Vikar von Britisch-Honduras (Britisch-Honduras)                                     | 23. Dezember 1923  | 25. November 1939 |
| 8                          | Sidney Matthew Metzger           | Weihbischof in Santa Fe Koadjutorbischof von El Paso (USA)                                        | 5. Januar 1940     | 29. November 1942 |
| 9                          | Germiniano Esorto                | Weihbischof in La Plata (Argentinien)                                                             | 23. August 1943    | 2. November 1946  |
| 10                         | Jan Michiel Jozef Antoon Hanssen | Weihbischof in Koadjutorbischof von Roermond (Niederlande)                                        | 26. Juli 1947      | 31. Dezember 1957 |
| 11                         | Alejandro Schell                 | Weihbischof in Lomas de Zamora (Argentinien)                                                      | 14. Februar 1958   | 10. April 1963    |
| 12                         | Francis Raymond Walsh MAfr       | emeritierter Bischof von Aberdeen (Großbritannien)                                                | 12. September 1963 | 7. Dezember 1970  |
| 13                         | Carlos Arturo Mullín Nocetti SJ  | Weihbischof in Minas (Uruguay)                                                                    | 1. März 1972       | 3. November 1977  |